# الكلاسيكية الحديثة في فرنسا

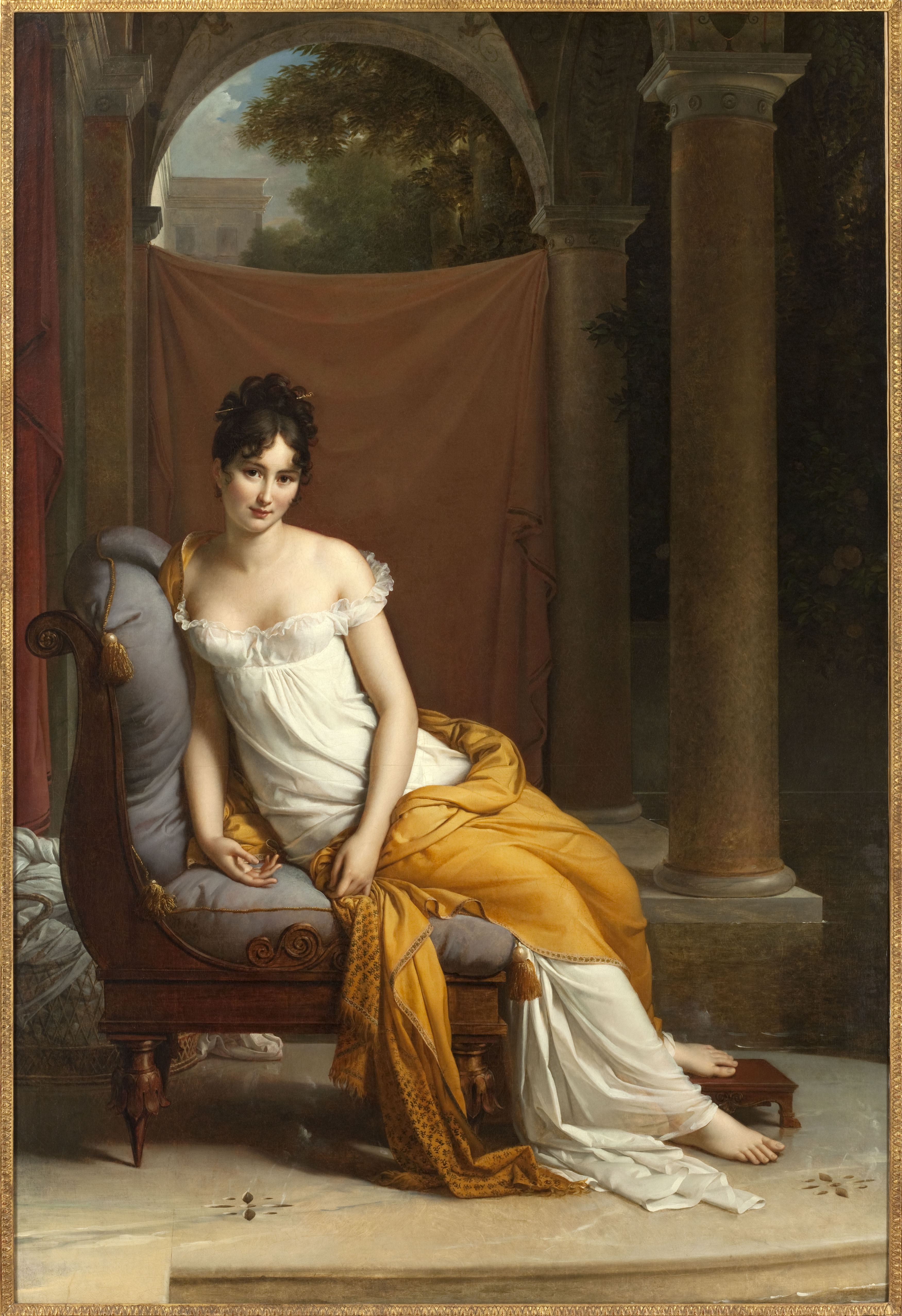

الكلاسيكية الحديثة هي حركة في الهندسة المعماريّة والتّصميم والفنون، كانت مُهَيْمِنَة في فرنسا بين نحو 1760 حتَّى 1830. ظهرت كرد فعل على العبثيّة والزّخرفة المفرطة للطُرُز الباروكيّة والرّوكوكو (baroque and rococo styles). في العمارة، تميّزت بالقسوة والخطوط المستقيمة والأشكال، مثل التمثال والأعمدة، بناءً على النماذج اليونانية والرومانية القديمة. في الرسم، ظهرت البطولة والتضحية في زمن الرومان والإغريق. بدأت متأخرة في عهد لويس الخامس عشر، وأصبحت مهيمنة في عهد لويس السادس عشر، واستمرت خلال الثورة الفرنسية، وحكومة المديرين الفرنسية، وحكم نابليون بونابرت، واستعادة بوربون حتى عام 1830، عندما استُبدلُ تدريجيًا كأسلوب مهيمن عن طريق الرومانسيّة والانتقائيّة.
من بين المهندسين المعماريين البارزين للأسلوب، آنج جاك غابرييل (1698-1782) وكلود نيكولاس ليدوكس (1736-1806) وجان فرانسوا شالجرين (1739-1811)؛ من بين الرسامين جاك لويس ديفيد (1748-1825) وتلميذه، جان أوغست دومينيك إنجرس (1780-1867).

## التّاريخ
برزت الكلاسيكيّة الحديثة في فرنسا في أوائل القرن الثّامن عشر، مستوحاة جزئيًا من تقارير الحفريّات الأثريّة في هيركولانيوم (Herculaneum) (1738) وخاصٍّة بومباي (1748)، التي جُلِبَت إلى التَّصاميم والَّلوحات الكلاسيكيّة الخفيفة. انتشرت أخبار هذه الاكتشافات، مصحوبةً برسوم توضيحيَّة محفورة، على نطاقٍ واسع. سافر جامع التُّحف الفرنسيَّة والأعمال الفنيّة وعالم الآثار آن كلود دي كايوس (Anne Claude de Caylus) إلى أوروبا والشّرق الأوسط، ووصف ما شاهدهُ في Recueil d'antiquités، التي نُشرت مع رُسوم توضيحيَّة في عام 1755.
في أربعينيّات القرن التّاسع عشر، بدأ النَّمط يتغير ببطء؛ أصبح الدّيكور أقلَّ إسرافًا وأكثر تحفظًا. في عام 1754، رافق شقيق مدام دي بومبادور، ماركيز دي ماريني، المصمّم نيكولاس كوشين ووفد من الفنانين والعلماء إلى إيطاليا لرؤية الاكتشافات الأخيرة في بومباي وهيركولانيوم، وقاموا بجولةٍ كبيرةٍ لرؤية الآثار الكلاسيكيّة الأخرى. عادوا مفعمينَ بالحماسِ لأسلوبٍ كلاسيكيٍّ جديد، على أساس الآثار الرومانيّة واليونانيّة. في عام 1754، نشروا بيانًا ضد أسلوب روكايل، داعين إلى العودة إلى الكلاسيكيّة. أصبح ماريني، بعد وفاة لويس الخامس عشر، مديرًا للمباني لصالح لويس السادس عشر.
حصل هذا النَّمط على جاذبيّة فلسفيّة من فلاسفة أمثال دينيس ديدرو وجان جاك روسو، الذين دعوا إلى استعادة القيم الأخلاقية في المجتمع، ومن جانب أبي لا وجير، الذي كتب L'essai sur l'architecture، دعا إلى العودة إلى أشكال نقيّة ومرتبة من الهندسة المعماريّة. أصبحت المواقع الأثريّة في اليونان وإيطاليا محطة توقف إلزامية للزُّوّار الأرستقراطيين والأكاديميين في جولة أوروبا الكبرى. تنافس أفضل الرّسامين الشباب في فرنسا للحصول على منح دراسية للأكاديميّة الفرنسيّة في روما. درس إنغريس هناك، وأصبح فيما بعد مديرها. في عام 1757 نشر المهندس المعماري الفرنسي جان فرانسوا نوفورج كتاب Recueil élémentaire d'architecture، وهو كتاب مدرسي مصوَّر للنّمط المعماري. كان الذّوق الجديد يسمّى في الأصل le goût grec (الذّوق اليوناني)، ودعا إلى الأشكال الهندسيّة والدّيكور في النّمط الرصين والمُهيب للمهندسين المعماريين في اليونان القديمة.
في السّنوات الأخيرة من حكم لويس الخامس عشر وطوال عهد لويس السّادس عشر، ظهر النّمط الجديد في المساكن الملكيّة، لا سيما في صالونات ومفروشات دوفين ثم الملكة ماري أنطوانيت، وفي أرستقراطيّة باريس. جمعت بين اليونانيّة والرومانيّة وما كان يُطلق عليه عامةً أنماط الأتروريّة مع الأرابيسك والشّعارات المستعارة من رافائيل وعصر النّهضة، ومع الموضوعات الصينيّة والتُّركيّة، وبين عاميّ 1780 و1792، ظهر النّمط أيضًا في العمارة، في المباني الكلاسيكيّة بما في ذلك بيتيت تريانون في فرساي وشاتو دي باجاتيل (1777). ظهر أيضًا في أشكال فنيّة أخرى، وخاصة لوحات جاك لويس ديفيد، ولا سيما قسم هوراتي. 

## العَمارة

### (لويس الرّابع عشر ولويس الخامس عشر ولويس السّادس عشر)
ظهرت الكلاسيكيّة في العمارة الفرنسيّة في عهد لويس الرّابع عشر. في عام 1667، رفض الملك مخططًا باروكيًا للواجهة الشّرقيّة الجديدة لمتحف الّلوفر للرسّام جيان لورينزو بيرنيني، أشهر المهندسين المعماريين والنّحاتين في عصر الباروك، لصالح تركيبة أكثر رصانة بأعمدة رفيعة من أعمدة كورينثيان العملاقة المقترنة، وُضِعت من قبل لجنة، تتألّف من لويس لو فاو، وتشارلز لو برون، وكلود بيرو. والنَّتيجة كانت تضم عناصر من العمارة الرومانيّة والفرنسيّة والإيطاليّة القديمة، تحلُّ نفسها في واجهة القصر الكُبرى في أوروبا.
في عهد لويس الرّابع عشر، أصبحت القبَّة الرّومانيّة وواجهة الأعمدة الأثريّة هي السِّمات المهيمنة على الكنائس الجديدة المهمّة، بدءًا من كنيسة فال دي غراس (1645-1710)، من قبل مانسارت وجاك لوميرسيه وبيير لو مويت، وكنيسة ليه إنفاليد (1680-1706). على الرغم من أن السمات الأساسية للهندسة المعمارية لهذه الكنائس كانت كلاسيكيّة، كانت الديكورات الداخلية مزيَّنة ببذخٍ على الطِّراز الباروكي.
في الجزء الأخير من عهد لويس الخامس عشر، أصبحت الكلاسيكيّة الجديدة النّمط السّائد في كل من العمارة المدنيّة والدّينيّة. كان المهندس المعماري للملك، جاك غابرييل من عام 1734 إلى عام 1742، ثمَّ ابنه الأكثر شهرة، أنج جاك غابرييل حتى نهاية الحكم. تضمّنت أعماله الرئيسة، المدرسة العسكريّة، وهي مجموعة من المباني المطلّة على ساحة لويس الخامس عشر (1761-1770)، ساحة الكونكورد اليوم، وبيتيت تريانون في فرساي (1764). زُينت الواجهات ببذخٍ، وأصبحت تدريجيًا أكثر بساطة وأقل زخرفة وأكثر تقليديّة، وكانت واجهات غابرييل المصمّمة بعناية متوازنة من خلال صفوف من النّوافذ والأعمدة، وفي المباني الكبيرة مثل تلك الموجودة في بلاس دو لا كونكورد Place de la Concorde، وظهرت في كثير من الأحيان أروقة كبيرة على مستوى الشّارع، والمشابك الكلاسيكيّة أو الدرابزينات على سطح المبنى، وفي بعض الأحيان شملت ملامح الزينة شرفات منحنيّة من الحديد المطاوع مع تصاميم روكايل متموِّجة، على غرار ديكور الروكايل من الداخل.
كانت الهندسة الدّينيّة في تلك الفترة رصينة وضخمة وتميل، في نهاية العهد، نحو الكلاسيكيّة الجديدة؛ وتشمل الأمثلة الرئيسيّة كنيسة سان جينيفيف (الآن بانثيون)، التي بُنِيَت من 1758 إلى 1790 لتصميم جاك جيرمان سوفولوت، وكنيسة سان فيليب دو رولي (1765-1777) لجان شالجرين، والتي تحتوي على صحن ضخم مقبب بالبراميل.
خلال عهد لويس السّادس عشر، كانت الكلاسيكيّة الجديدة هي النّمط المعماري السّائد في باريس والمقاطعات. ومن الأمثلة البارزة فندق أوتيل دو لا موناي Hotel de la Monnaie في باريس (1771-1776) لجاك دينيس أنطوان، وكذلك قصر العدل في باريس من قبل المهندس المعماري نفسه؛ ومسرح بيزانسون (1775) وقصر بنوفيل في كالفادوس، وكلاهما بقيادة ليدو. عملت مدرسة École de Chirurgie، أو كليّة الجّراحة في باريس من خلال جاك جوندوون (1769) على تكييف أشكال منازل البلدة الكلاسيكيّة، مع محكمة الشّرف الّتي تقع بين جناح مع أعمدة في الشارع والمبنى الرئيسي. أضاف أيضًا ذراعًا وطابقًا آخر فوق الأعمدة، وحوَّل المدخل إلى فناء لقوس النّصر المصغَّر.
كانت المسارح الجديدة في باريس وبوردو مثالين بارزين على الأسلوب الجديد. أكمل المهندس المعماري فيكتور لويس (1731-1811) مسرح بوردو (1780)؛ كان درجه المهيب سابقًا لدرج أوبرا باريس غارنييه. في عام 1791، في خضم الثّورة الفرنسيّة، أكمل Comedie Francaise. بُني مسرح أوديون في باريس (1779-1782) من قبل ماري جوزيف بير (1730-1785) وتشارلز دي وايلي (1729-1798). أظهرت رواقًا على شكل مَعْرَض مغطّى وأعمدة في مقدمة الواجهة.